# Clermont (Quebec)
Clermont es una ciudad de la provincia de Quebec, Canadá. Está ubicada en el condado regional de Charlevoix-Est y a su vez, en la región administrativa de la Capitale-Nationale. Hace parte de las circunscripciones electorales de Charlevoix a nivel provincial y de Charlevoix−Montmorency a nivel federal.

## Geografía
Clermont se encuentra ubicada en las coordenadas 47°41′00″N 70°14′00″O / 47.68333, -70.23333. Según Statistics Canada, tiene una superficie total de 49,65 km² y es una de las 1135 municipalidades en las que está dividido administrativamente el territorio de la provincia de Quebec.

## Demografía
Según el censo de 2011, había 3118 personas residiendo en esta ciudad con una densidad poblacional de 62,8 hab./km². Los datos del censo mostraron que de las 3041 personas censadas en 2006, en 2011 hubo un aumento poblacional de 77 habitantes (2,5%). El número total de inmuebles particulares resultó de 1437 con una densidad de 28,94 inmuebles por km². El número total de viviendas particulares que se encontraban ocupadas por residentes habituales fue de 1393.